# Duarte Gomes
Duarte Nuno Pereira Gomes (Lisbona, 16 gennaio 1973) è un ex arbitro di calcio portoghese.
Tra le partite di rilievo da lui dirette sono da menzionare: le qualificazioni al Campionato europeo di calcio 2008 tra Slovenia e Albania, le qualificazioni al Campionato mondiale di calcio 2010 tra Liechtenstein e Germania, e le qualificazioni al Campionato europeo di calcio 2012 tra Croazia e Malta. Nel 2013 è stato scelto dalla FIFA come uno degli arbitri per le qualificazioni al Campionato mondiale di calcio 2014, in Brasile.